# Митрофанов, Максим Сергеевич
Максим Сергеевич Митрофанов (род. 2 февраля 1975) — российский художник-иллюстратор, член Союза художников России.

## Биография
Родился в Москве.
В 1981 году в одной из центральных газет появилась статья о талантливом мальчике, принявшем участие в телепередаче «Выставка Буратино».
Окончил московскую художественную школу Краснопресненского района. В школьные годы занимался на курсах аниматоров при студии «Союзмультфильм».
1991 г. — Московское педагогическое училище (художественно-графическое отделение), потом — худграф педагогического института.
Обучался мастерству у Леонида Викторовича Владимирского и Ники Георгиевны Гольц.
1994 г. — Московский Государственный Открытый Педагогический Университет им.М.А.Шолохова (художественно-графическое отделение)
1998 г. — член Союза художников России 
2003 г. — участие в Бьеннале художников детской книги в Братиславе
2005 г. — член Московского Союза Художников (секция книжная иллюстрация).
2009 г. — диплом Союза Художников «ЗА УСПЕХИ В ТВОРЧЕСТВЕ И СОДЕЙСТВИЕ РАЗВИТИЮ ИЗОБРАЗИТЕЛЬНОГО ИСКУССТВА РОССИИ»
В начале 2000х гг. сотрудничал с такими журналами, как  "Клепа", "Speak out", "Шляпа "Speak Out for kids", "Работница", "Чудеса и тайны", "Женское здоровье", "Highlights For Children" (American children's magazine), журнал для изучающих русский язык "Костер" (Япония).

Иллюстрации Максима Митрофанова к «Алиса в стране чудес» вызвали интерес и были высоко оценены обществом Льюиса Кэрролла в США.
В 2008г. в рамках проекта "Читающая Москва" в поездах Московского метрополитена были размещены иллюстрации Максима Митрофанова к произведениям "Пеппи Длинныйчулок" и "Приключения Чиполлино".
В 2010г. входил в состав жюри конкурса, учрежденного издательством "РОСМЭН", "Новая детская книга".
В 2011 году крупнейшей Американской корпорацией Highlights for Children в номинации "Иллюстрация года" была признана работа Максима Митрофанова.
 В 2013 году его работы были опубликованы в Международном каталоге "Illustrating Alice: An International Selection of Illustrated Editions of Lewis Carroll's Alice's Adventures in Wonderland and Through the Looking Glass" посвященному 150-летнему юбилею (1863) создания "Алисы в стране чудес". А в 2015 году, его работу "Безумное чаепитие" включили в международную выставку "It's Always Tea-Time", посвященную 150-летию первой публикации (1865) "Алисы в стране чудес".
С 2017 года принимает участие в благотворительном проекте "Поколение М" направленном на творческое развитие детей и подростков. 
В 2019 году получил премию Ю.И. Коваля в журнале "Мурзилка".
В декабре 2024 года на 35ой Hong Kong Printing Awards pop-up книга "Алиса в Зазеркалье" с иллюстрациями Максима Митрофанова получила Золотую награду. 
Книги с его иллюстрациями печатают в разных странах мира: Россия, Корея, Япония, США и т. д.

Оригиналы работ хранятся в частных коллекциях России, США, Германии, Эстонии, Кореи и Израиля.

## Выставки
- 2007г. - "Выставка русской иллюстрации". Варшава, Польша
- 2007г. - "Exhibition of Russian Book Illustrators". Тегеран, Иран
- 2008г. июнь - Московский Центральный Дом Художника. Выставочный проект «Книжная иллюстрация», при участии Дома графики им. Д.А .Ровинского в рамках 3 Московского международного книжного фестиваля, 2-я летняя выставка художников книги.
- 2008г. ноябрь - Московский Центральный Дом Художника. Выставочный проект «Книжная иллюстрация», 3-я осенняя выставка художников книги в рамках 10 международной ярмарки интеллектуальной литературы NON FICTION
- 2009г. февраль - Московский Центральный Дом Художника. Отчетная выставка секции «Книжная графика» , МСХ.
- 2009г. нюнь - Дом детской книги. Таллинн, Эстония. Персональная выставка совместно с художником О. Ионайтис
- 2009г. ноябрь - "TALLINN ILLUSTRATIONS TRIENNIAL". Таллинн, Эстония. Участник выставки в составе российской делегации
- 2009г. декабрь - Московский Центральный Дом Художника. Выставочный проект «Книжная иллюстрация», 4-я осенняя выставка художников книги в рамках 11 международной ярмарки интеллектуальной литературы NON FICTION
- 2010г. ноябрь - ЦГДБ им.А.П.Гайдара, Москва. Персональная выставка иллюстраций к произведению Л. Кэрролла «Алиса в Стране Чудес» и «Алиса в Зазеркалье».
- 2010г. декабрь - Московский Центральный Дом Художника. Выставочный проект «Книжная иллюстрация» , 5-я ежегодная выставка художников книги в рамках 12 международной ярмарки интеллектуальной литературы NON FICTION. Участник и организатор выставки
- 2011г. март - к/т «Салют» в рамках недели детской книги в Москве. Выставка иллюстрации. Участник и организатор выставки
- 2011г. май - Дом детской книги в Таллинне, Эстония. Выставка «Сказки моря».
- 2011г. ноябрь - Московский Центральный Дом Художника. Выставочный проект «Книжная иллюстрация» 6-я ежегодная выставка художников книги в рамках 13 международной ярмарки интеллектуальной литературы NON FICTION
- 2011г. декабрь - Российская государственная детская библиотека, Москва. «Сказки братьев Гримм», выставка иллюстрации.
- 2012г. июнь - Государственный выставочный зал «Манеж», Москва. Выставка, посвященная 80-летнему юбилею МСХ.
- 2012г. август - Российская государственная детская библиотека, Москва. «Сказки моря», международная выставка иллюстрации (10 стран Балтии).
- 2012г. ноябрь - Московский Центральный Дом Художника. Выставочный проект «Книжная иллюстрация» «Искусство детской книги. Россия», 7-я ежегодная выставка художников книги в рамках 14 международной ярмарки интеллектуальной литературы NON FICTION.[7]
- 2012г. декабрь - ЦГДБ им.А.П.Гайдара, Москва. Персональная выставка иллюстраций к произведению Дж. Барри «Питер Пэн и Венди».
- 2014г. февраль - ЦГДБ им.А.П.Гайдара, Москва. Персональная Выставка иллюстрации к произведениям английских писателей, посвященная году Великобритании в России.
- 2014г. июнь - ЦГДБ им.А.П.Гайдара, Москва. Выставка иллюстрации к произведениям английских писателей, посвященная году Великобритании в России.
- 2014г. ноябрь - ЦГДБ им.А.П.Гайдара, Москва. Персональная выставка иллюстраций к произведению Ф. Зальтена «Бемби».
- 2015г. октябрь - Выставка "It's Always Tea-Time". Эстония, Таллинн
- 2015г. ноябрь - Московский Центральный Дом Художника. Выставочный проект "Книжная иллюстрация".
- 2016г. январь - Выставка "Книжная иллюстрация". Мытищинская картинная галерея.
- 2016г. январь - Выставка "It's Always Tea-Time". Латвия, Рига
- 2016г. ноябрь - Московский Центральный Дом Художника. Выставочный проект "Книжная иллюстрация".
- 2017г. январь - Выставка "Детская литература Швеции глазами российских художников", приурочена к 400-летию Столбовского договора между Швецией и Россией. Швеция, Сёдертельё.
- 2017г. март - Выставка "It's Always Tea-Time". Берлин, Германия
- 2017г. ноябрь - Московский Центральный Дом Художника. Выставочный проект "Книжная иллюстрация".
- 2017г. ноябрь - Выставка "It's Always Tea-Time". Будапешт, Венгрия
- 2018г. апрель - "Выставка иллюстраций детской книги русских художников" в г.Трявна, Болгария [8]
- 2018г. март - Выставка "It's Always Tea-Time", Великобритания, Оксфорд, The Story Museum.[9]
- 2018г. июнь - "Book Heart: Мир книжной иллюстрации. Выставка мастеров книжной графики, самых именитых художников-иллюстраторов сказочной литературы" [10]
- 2019г. ноябрь - Дом Клюева, Москва. Выставка "Животные - герои сказок"

## Участие в иллюстрации журнала Мурзилка
Максим Сергеевич Митрофанов начал сотрудничество с журналом Мурзилка в 2000 году. Его первая работа сразу же была размещена на обложку мартовского номера. Около сотни иллюстраций к стихам Агнии Барто, сказкам Ильи Бутмана и других, обложки журналов, выполнены художником-иллюстратором.
При участии Максима Сергеевича, к юбилею 90 лет журнала Мурзилки, был выпущен альбом о художниках, которые работали в журнале.

## Избранная библиография
Основные: 
- «Алиса в стране чудес» Л.Кэрролл ISBN 978-5-353-09154-7
- «Алиса в Зазеркалье» Л.Кэрролл ISBN 978-5-353-04505-2
- «Питер Пэн» Дж. Барри ISBN 978-5-9268-2643-9
- «Кентервильское привидение» О.Уайльд ISBN 978-5-353-08168-5
- «Рождественская песнь в прозе» Ч.Диккенс ISBN 978-5-9268-2603-3
- «Двенадцать месяцев» С.Маршак ISBN 978-5-9287-2723-9
- «Приключения Пиноккио» К.Коллоди ISBN 978-5-353-08087-9
- «Щелкунчик и мышиный король» Э. Т. А. Гофман ISBN 978-5-353-05229-6
- «Дракон-лежебока» К.Грэм ISBN 978-5-9268-2867-9
- «Тайна платформы № 13» Е.Ибботсон ISBN 978-5-9287-2825-0
- «Синяя птица» М.Метерлинк ISBN 978-5-353-08234-7
- «Приключения Чиполлино» Дж. Родари ISBN 978-5-699-55174-3
- «Бемби» Ф.Зальтен ISBN 978-5-699-37111-2
- «Чёрная курица, или подземные жители» А.Погорельский ISBN 978-5-699-53084-7
- «Городок в табакерке» В.Одоевский ISBN 978-5-699-48158-3
- «Лев, колдунья и платяной шкаф» Клайв С.Льюис ISBN 978-5-699-52195-1
- «Добывайки» М.Нортон ISBN 978-5-699-60907-9
- «Аленький цветочек» С.Аксаков ISBN 978-5-699-72087-3
- «Все путешествия Синдбада» ISBN 978-5-699-22301-5
- «Сказки» В.Гауф ISBN 978-5-699-12702-3
- «Сказы» П.Бажов ISBN 978-5-699-01572-6
- «Карлик Нос», «Маленький Мук» В.Гауф ISBN 978-5-699-47109-6
- «До свадьбы заживет» В.Медведев ISBN 978-5-699-57187-1
- «Золотая книга любимых русских сказок» пер.А.Толстого ISBN 978-5-699-49034-9
- «Нет разбойников в лесу» А.Линдгрен
- «Мальчик-с-пальчик» Ш.Перро
- «Синяя борода» Ш.Перро
- Русские народные сказки
- Сказки бр. Гримм

Я занимаюсь тем, что люблю больше всего на свете!
Я иллюстрирую книги для детей.Максим Митрофанов